# Меаляда
Меаля́да (порт. Mealhada; МФА: [mi.ɐ.ˈʎa.dɐ], Міаля́да) — муніципалітет і місто в Португалії, в окрузі Авейру. Розташований у центрально-західній частині країни, на теренах історичної португальської провінції Бейра. Належить до Авейрівської діоцезії Католицької церкви в Португалії. Права міського самоврядування має з 1514 року. Поділяється на 6 парафій. За адміністративним поділом, чинним до 1976 року, був складовою провінції Берегова Бейра. Площа муніципалітету — 110,66 км², населення муніципалітету — 20428 ос. (2011); густота населення — 184,6 осіб/км²
. Патрон — свята Анна. Святковий день муніципалітету — 1-й четвер після Вознесіння. Поштовий індекс — 3050.  Код місцевої адміністративної одиниці — 0111. Складова статистичного регіону Центр. Перебуває у складі великої міської агломерації Велике Авейру.

## Географія
Меаляда розташована на північному заході Португалії, на південному сході округу Авейру.
Місто розташоване за 35 км на південний схід від міста Авейру.
Меаляда межує на півночі з муніципалітетом Анадія, на сході — з муніципалітетом Мортагуа, на південному сході — з муніципалітетом Пенакова, на півдні — з муніципалітетом Коїмбра, на заході — з муніципалітетом Кантаньєде.

### Клімат
| Клімат Меаляда          | Клімат Меаляда | Клімат Меаляда | Клімат Меаляда | Клімат Меаляда | Клімат Меаляда | Клімат Меаляда | Клімат Меаляда | Клімат Меаляда | Клімат Меаляда | Клімат Меаляда | Клімат Меаляда | Клімат Меаляда | Клімат Меаляда |
| Показник                | Січ.           | Лют.           | Бер.           | Квіт.          | Трав.          | Черв.          | Лип.           | Серп.          | Вер.           | Жовт.          | Лист.          | Груд.          | Рік            |
| Середній максимум, °C   | 5,8            | 6,5            | 8,8            | 9,6            | 12,9           | 18,1           | 22,2           | 22,3           | 18,9           | 13,0           | 9,1            | 6,9            | 12,8           |
| Середня температура, °C | 3,0            | 3,6            | 5,3            | 6,0            | 9,1            | 13,8           | 17,5           | 17,6           | 14,8           | 9,7            | 6,2            | 4,1            | 9,2            |
| Середній мінімум, °C    | 0,2            | 0,6            | 1,8            | 2,4            | 5,3            | 9,6            | 12,9           | 12,8           | 10,7           | 6,5            | 3,3            | 1,4            | 5,6            |
| Днів з опадами          | 12             | 11             | 9              | 11             | 11             | 6              | 2              | 2              | 6              | 11             | 11             | 13             | 105            |
| ----------------------- | -------------- | -------------- | -------------- | -------------- | -------------- | -------------- | -------------- | -------------- | -------------- | -------------- | -------------- | -------------- | -------------- |
| Джерело: www.yr.no      |                |                |                |                |                |                |                |                |                |                |                |                |                |

## Історія
1514 року португальський король Мануел I надав Меаляді форал, яким визнав за поселенням статус містечка та муніципальні самоврядні права.

## Населення
| Кількість мешканців | Кількість мешканців | Кількість мешканців | Кількість мешканців | Кількість мешканців | Кількість мешканців | Кількість мешканців | Кількість мешканців | Кількість мешканців | Кількість мешканців | Кількість мешканців | Кількість мешканців | Кількість мешканців | Кількість мешканців | Кількість мешканців |
| ------------------- | ------------------- | ------------------- | ------------------- | ------------------- | ------------------- | ------------------- | ------------------- | ------------------- | ------------------- | ------------------- | ------------------- | ------------------- | ------------------- | ------------------- |
| 1864                | 1878                | 1890                | 1900                | 1911                | 1920                | 1930                | 1940                | 1950                | 1960                | 1970                | 1981                | 1991                | 2001                | 2011                |
| 7 322               | 8 953               | 10 146              | 9 915               | 11 308              | 12 138              | 13 869              | 15 651              | 17 214              | 17 478              | 16 669              | 19 305              | 18 272              | 20 751              | 20 428              |

## Парафії
1. Баркосу
2. Вакаріса
3. Казал-Комба
4. Лузу
5. Меаляда, Вентоза-ду-Байрру і Антеш (до 2013: Меаляда, Вентоза-ду-Байрру, Антеш)
6. Пампільоза